# Lineolaria flexuosa
Lineolaria flexuosa är en nässeldjursart som beskrevs av V.S. Bale 1884. Lineolaria flexuosa ingår i släktet Lineolaria och familjen Lineolariidae. Inga underarter finns listade i Catalogue of Life.